# Oddone Frangipane
Oddone Frangipane, (anche Oddo, Otto o Ottone, in latino medievale: Odo Frajapanis) (fl. XII secolo), è stato un nobile italiano al servizio del papato nel XII secolo.

## Biografia
Figlio di Leone e nipote di Cencio II della famiglia Frangipane, Oddone ebbe un altro fratello di nome Cencio. Durante la metà del XII secolo fu l'aristocratico più influente di Roma. La sua carriera iniziò intorno al 1130: sostenne i papi legittimi e si oppose ai ghibellini.
La sua famiglia acquisì la fortezza di Tuscolo da Tolomeo II prima del dicembre 1152, quando vendette i suoi diritti a papa Eugenio III. Nel 1155 operò per conto di papa Adriano IV nelle trattative con Federico Barbarossa.
Nel 1156 fu a Benevento per accettare la sottomissione al papa di Guglielmo I di Sicilia, con questo atto si arrivò alla conferma del trattato di Benevento. Dopo l'elezione papale del 7 settembre 1159, Oddone scrisse a Luigi VII di Francia esortandolo a sostenere Alessandro III. Quando Alessandro fu arrestato dai sostenitori dell'antipapa Vittore IV, fu Oddone a liberarlo e metterlo in salvo in Campania.
Oddone assunse la guida militare della città di Roma durante l'assenza di papa Alessandro. Suo figlio Leone fu catturato in battaglia con le truppe dell'imperatore nel 1167 e lui stesso guidò l'esercito cittadino nella battaglia di Prata Porci, dove fu sconfitto da Cristiano di Magonza.
Nella primavera del 1170 Oddone si risposò con la principessa bizantina Eudocia (o Eudoxia, in greco: Eudokia), figlia del sebastocratore Isacco Comneno. Ebbe un figlio da lei di nome Emanuele. Morì non molto tempo dopo.